# 英国作家列表

## 中世紀
- 杰弗里·乔叟

## 文藝復興
- 托马斯·莫尔
- 斯宾塞
- 克里斯托弗·馬洛
- 威廉·莎士比亚

## 新古典主義
- 德莱顿
- 威彻利
- 亚历山大·蒲柏
- 丹尼尔·笛福
- 乔纳森·斯威夫特
- 理查生
- 斯摩莱特
- 亨利·菲尔丁
- 劳伦·斯泰恩
- 奥列佛·歌德史密斯
- 格雷

## 浪漫主義
- 罗伯特·彭斯
- 威廉·布莱克
- 威廉·华兹华斯
- 塞缪尔·柯勒律治
- 骚塞
- 拜伦
- 雪莱
- 约翰·济慈
- 沃尔特·司各脫

## 維多利亞時代
- 萨克雷
- 夏洛特·勃朗特
- 艾米莉·勃朗特
- 查尔斯·狄更斯
- 奧斯卡·王爾德（準確來講是愛爾蘭，但是當時由英國統治）
- 托马斯·哈代（20世紀初繼續活躍）
- 瓦尔特·佩特
- 萧伯纳（20世紀上半葉繼續活躍）

## 20世紀
- 大卫·赫伯特·劳伦斯
- 约翰·高尔斯华绥
- 约瑟夫·康拉德（波兰裔）
- 毛姆
- 格雷厄姆·格林
- 金斯利·艾米斯
- 约翰·奥斯本
- 伊夫林·沃
- 戈尔丁
- 艾丽斯·默多克
- 多丽丝·莱辛
- T·S·艾略特
- 弗吉尼亚·伍尔夫

## 待分类
- 丹尼尔·笛福，《鲁宾逊漂流记》
- 罗伯特·路易斯·史蒂文森，《金银岛》
- 亨利·莱特·哈葛德，《三千年艳尸记》《所罗门王的宝藏》
- 安娜·休厄尔，《黑美人》
- 碧雅翠丝·波特，《小兔彼得的故事》
- 杰弗里·阿彻，《凯恩与阿贝尔》
- 罗尔德·达尔，《查理与巧克力工厂》
- 伊恩·弗莱明，詹姆斯·邦德
- 特里·普拉切特，
- 马丁·韩拉福德，《威利在哪里？》
- 道格拉斯·亚当斯，《银河系漫游指南》